# ISO 29990
 (juillet 2013).
Si vous disposez d'ouvrages ou d'articles de référence ou si vous connaissez des sites web de qualité traitant du thème abordé ici, merci de compléter l'article en donnant les références utiles à sa vérifiabilité et en les liant à la section « Notes et références ».
La norme ISO 29990 : 2010 a été publiée le 30 août 2010 en tant que norme ISO. Son intitulé en français est : Services de formation dans le cadre de l'éducation et de la formation non formelles -- Exigences de base pour les prestataires de services. 
L'objectif de cette norme est de permettre de faire comprendre ce que doit être un organisme de formation professionnel en précisant trois axes. Le premier axe est un ensemble de six concepts essentiels : l'éducation et la formation non formelle, les services d'apprentissage, le facilitateur, les parties prenantes, le curriculum et le transfert de l'apprentissage. Le deuxième axe décrit les processus opérationnels et le troisième le système de management de la qualité.
Annulée le 25/12/2015.